# Thècle des nerpruns
Satyrium spini
Espèce
La Thècle des nerpruns (Satyrium spini) est une espèce de lépidoptères de la famille des Lycaenidae et de la sous-famille des Theclinae.

## Systématique
Satyrium spini a été décrite par Johann Nepomuk Cosmas Michael Denis et Ignaz Schiffermüller en 1775.
Au sein du genre Satyrium, l'espèce est placée dans le sous-genre Nordmannia.

### Synonymes
- Papilio spini [Denis & Schiffermüller], 1775
- Papilio lynceus Esper, 1779
- Nordmannia spini ([Denis & Schiffermüller], 1775)
- Strymonidia spini ([Denis & Schiffermüller], 1775)[1].;

### Sous-espèces
- Satyrium spini spini – dans le sud et le centre de l'Europe
- Satyrium spini melantho (Klug, 1834)[2]

### Noms vernaculaires
- en français : 
  - la Thècle (ou Thécla) des nerpruns, nom qui fait référence aux plantes-hôtes de la chenille
  - la Thècle (ou Thécla) du prunellier, nom répandu, mais trompeur, et également employé pour désigner Satyrium pruni, donc à éviter[3]
  - la Thècle (ou Thécla) de l'aubépine
- en anglais : Blue-spot Hairstreak
- en allemand : Schlehenfalter
- en espagnol : Mancha azul[2]

## Description
C'est un petit papillon au dessus marron, avec une queue aux postérieures.
Le revers est de couleur marron orné d'une fine ligne blanche et aux postérieures de discrètes marques submarginales orange et d'une tache bleue à l'angle anal.

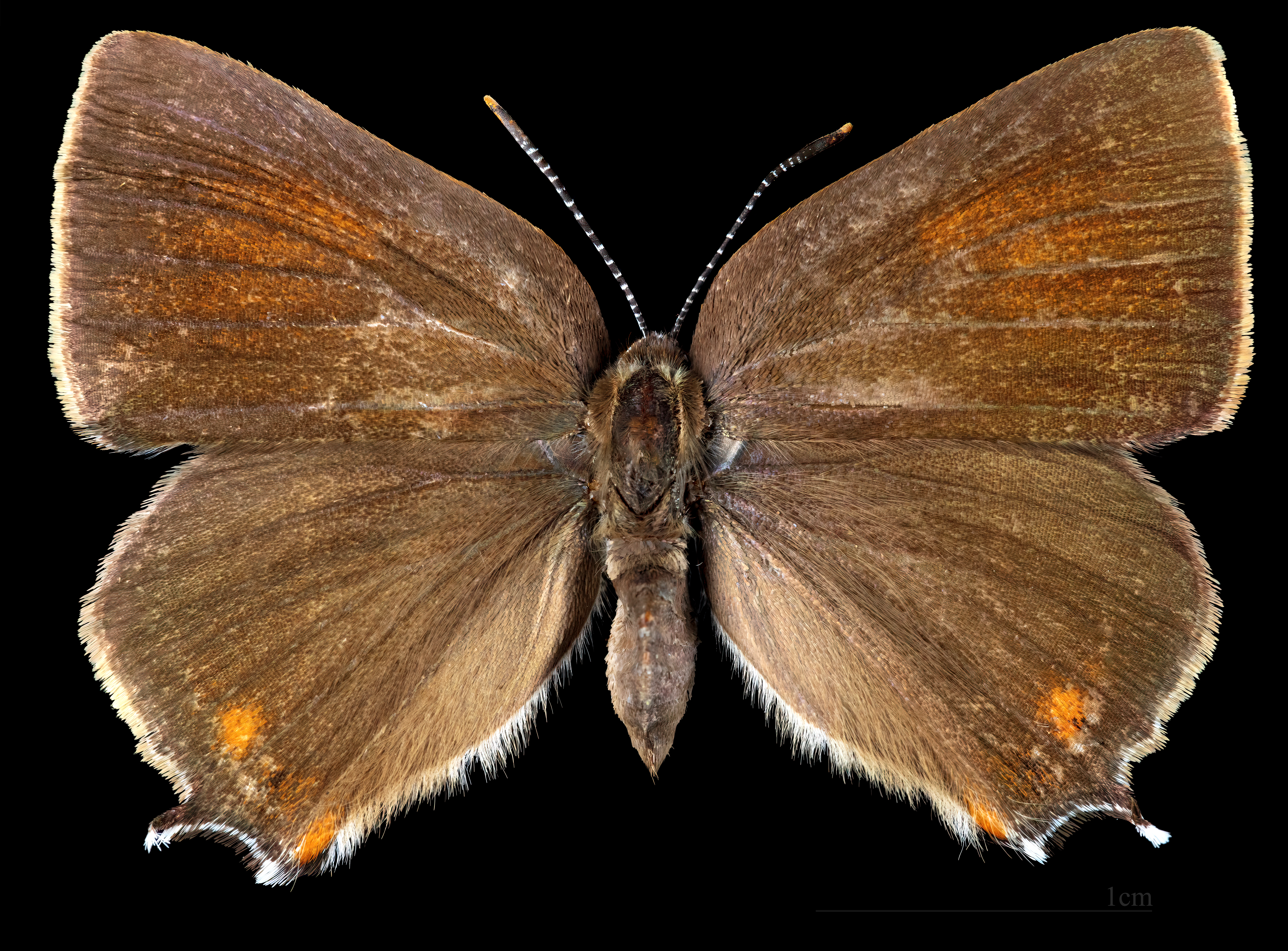
Satyrium spini ♂ 	MHNT
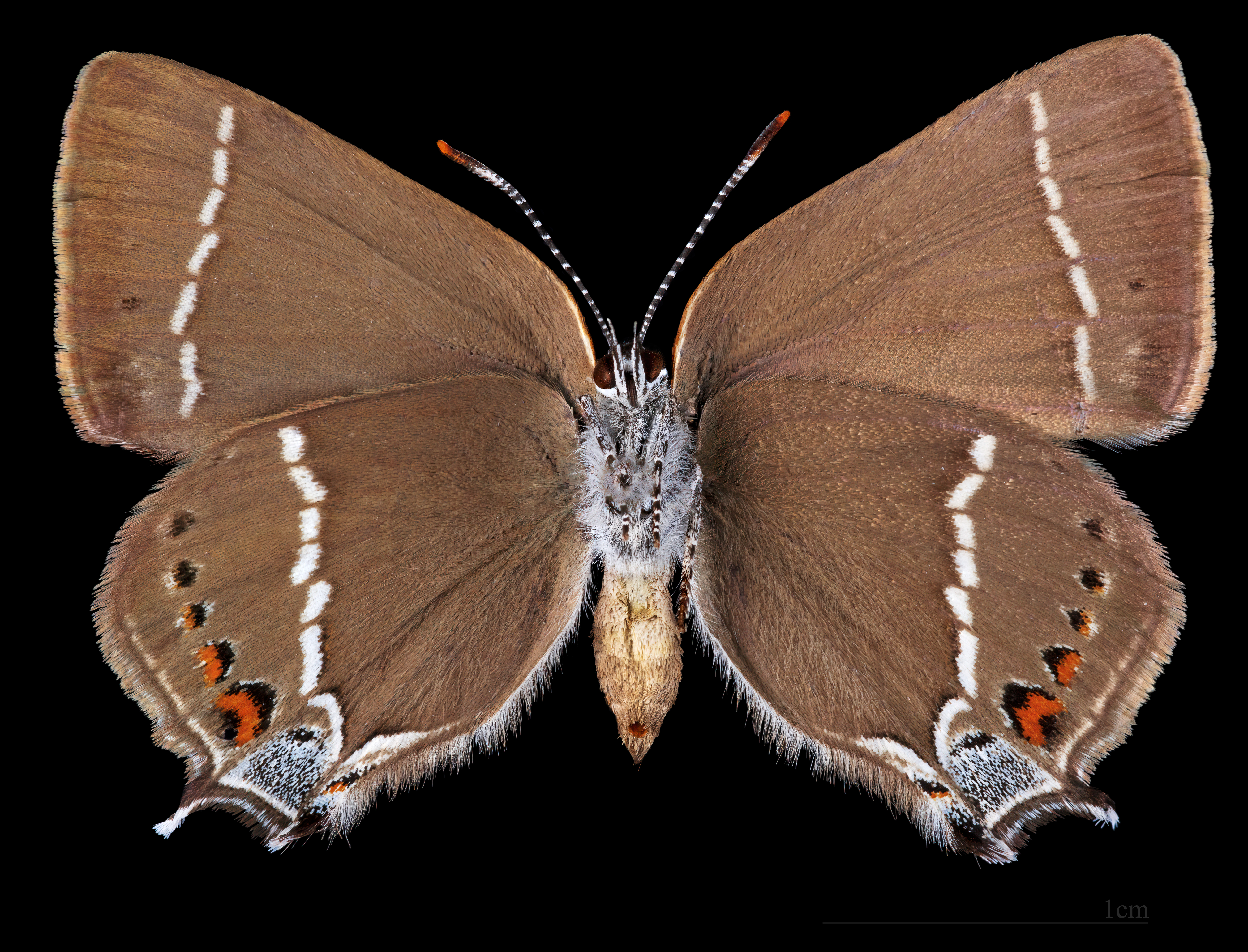
Satyrium spini ♂  △

## Biologie

### Période de vol et hivernation
Il vole en une génération, entre fin mai et fin juillet.
Il hiverne à l'état d'œuf.

### Plantes-hôtes
Ses plantes-hôtes sont surtout des nerpruns (Rhamnus), Rhamnus alaternus, Rhamnus lycioides, Rhamnus alpinus, Rhamnus cathartica, Rhamnus pallasii.

## Écologie et distribution
Le Thècle des nerpruns est présente dans le Sud et le centre de l'Europe et en Asie Mineure, au Liban, en Iran et en Irak.
En France métropolitaine, elle est présente dans le centre, l'Est et le Sud, et absente des départements côtiers de la Manche et de l'Atlantique ainsi que de Corse.

### Biotope
C'est un lépidoptère des broussailles sèches.

### Protection
Pas de statut de protection particulier au niveau national.